# 川勝隆房
川勝 隆房（かわかつ たかふさ）は、江戸時代前期から中期の旗本。隆房流川勝家の初代当主。

## 生涯
寛永8年（1631年）、川勝重氏の三男として江戸に生まれた。慶安3年（1650年）9月3日、召されて江戸城西の丸の将軍世子徳川家綱に仕える小十人に列し、同日初めて将軍徳川家光に拝謁した。その後江戸城本城で仕え蔵米100俵を給わり、旗本家を興した。家紋は五七桐、釘抜。通し字は「隆」。
明暦3年（1657年）12月25日、先の江戸城延焼に際し、隆房らが具足を緊急に持ち出したことを賞せられ、黄金1枚を賜った。万治2年（1659年）6月9日、組頭に進み、同年12月23日に200俵を加えられた。寛文5年（1665年）5月16日、職を辞し小普請となり、寛文8年（1668年）5月25日に大番に列した。延宝4年（1676年）10月25日材木奉行に転じた。元禄2年（1689年）12月29日に職を辞し、宝永3年（1706年）7月2日、76歳で没した。
家督は嫡男の隆成が継いだ。二男の隆明が隆尚流川勝家に、三男の広英が知氏系重氏流川勝家に、それぞれ養子に入った。